# Šumava Nationalpark
Nationalparken Šumava (tjekkisk: Národní park Šumava, normalt forkortet som NP Šumava), eller Böhmerwald Nationalpark, er en nationalpark i de sydbøhmiske regioner i Tjekkiet langs grænsen til Tyskland (hvor den mindre tilstødende Nationalpark Bayerischer Wald ligger) og Østrig. De beskytter et tyndt befolket område af bjergkæden af samme navn, Šumava eller Böhmerwald. 
Šumava Nationalpark udgør omkring to tredjedele af en tidligere beskyttelse kendt som Protected Landscape Area of Šumava, eller blot Šumava PLA, etableret i 1963. I 1990 blev området udpeget som et UNESCO-biosfærereservat, og i 1991 blev det udvidet til nationalparkstatus.
Böhmerwald (tjekkisk: Šumava) -bjergkæden er dækket af den mest omfattende skov i Mellemeuropa, hvis naturlige sammensætning dog blev ændret og i dag hersker granplantager i det meste af området. Mange steder blev der plantet ikke-hjemmehørende gransorter. Disse er ikke godt tilpasset det barske lokale klima og er derfor modtagelige for en række elementer, såsom kraftig vind (f.eks. i 1980'erne eller for nylig i begyndelsen af 2007) og barkbille (Ips typographus). Talrige store plateauer med højmoser, gletsjersøer og rester af urskove (f.eks. Boubín) fuldender en mosaik af levesteder, som er næsten  uforstyrret af menneskelige bosættelser, da de fleste af de overvejende tysktalende indbyggere blev fordrevet efter Anden Verdenskrig, og området blev en del af den øde zone langs grænsen til østblokken. Siden 1970'erne har der eksisteret en stabil bestand af europæisk los.

Oprindeligt blev et stort landskabs-beskyttet område oprettet den 27. december 1963, der dækkede det meste af Böhmerwald. Den 20. marts 1991 blev den mest værdifulde del af området erklæret for en nationalpark, med resten af det landskabsbeskyttede område som bufferzone.